# Raionul Qabala
Qabala este un raion din Azerbaidjan.

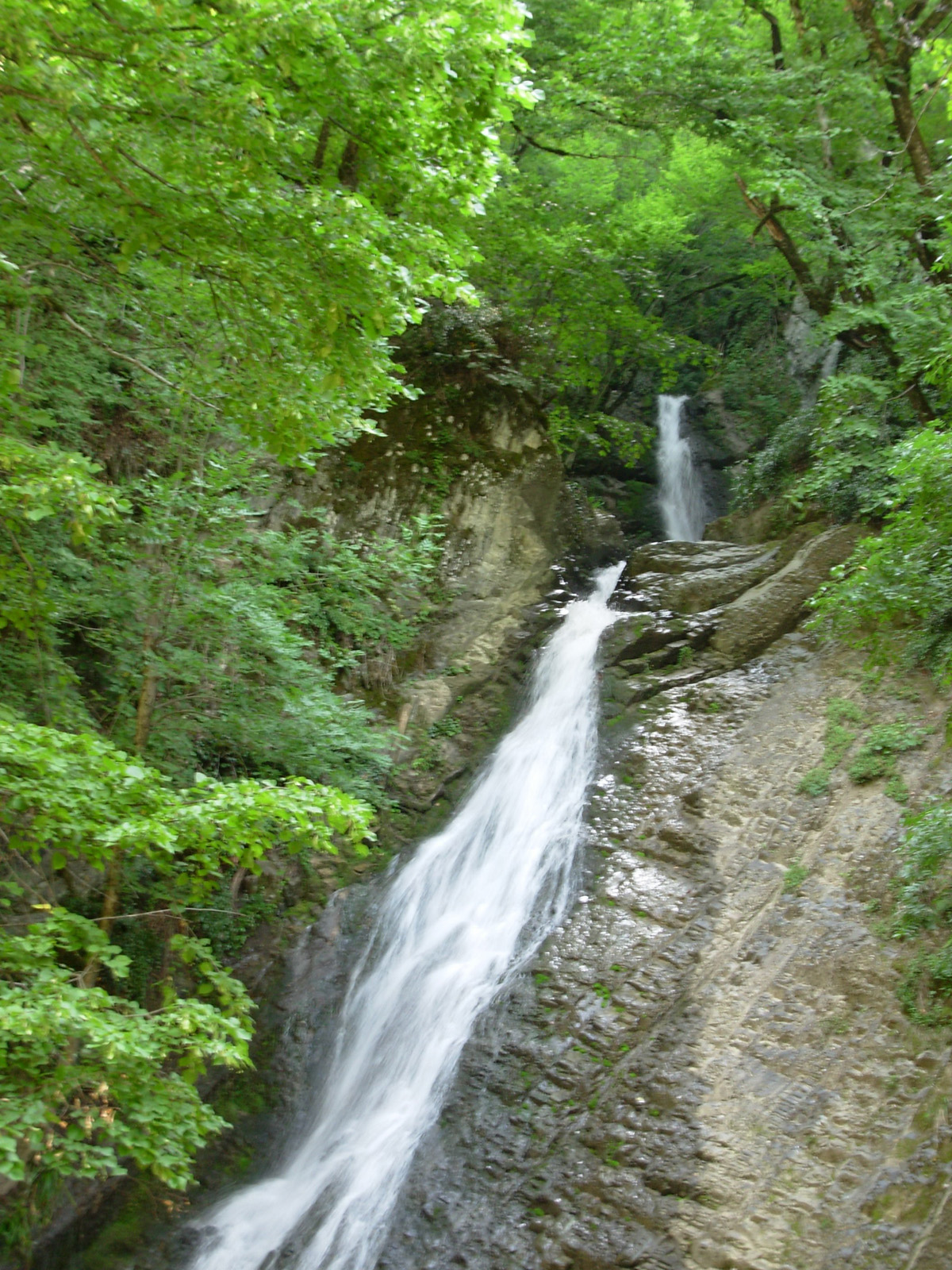
O cascadă în Qabala

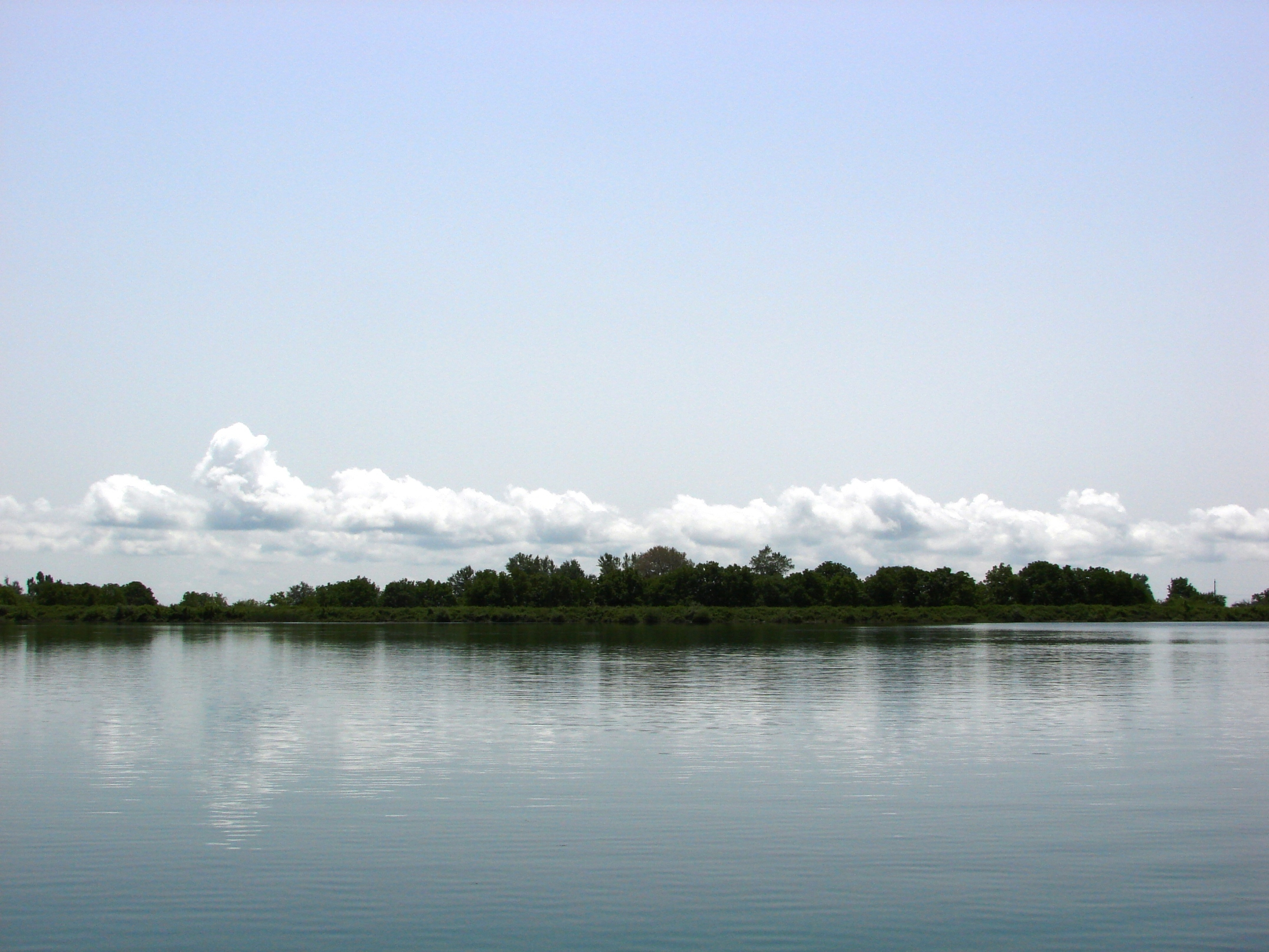
Un lac din Qabala